# Дисхромія
Дисхромія — розлад пігментації шкіри та нігтів. Забарвлення шкіри забезпечують чотири пігменти: меланін (коричневий), каротин (жовтий), гемоглобін (червоний) і відновлений гемоглобін (синій), тож зміни кількості саме цих пігментів у шкірі спричинюють появу дисхромій.

## Класифікація
Дисхромії бувають спадковими та набутими. Набуті дисхромії поділяють на первинні (такі, що виникли на незміненій шкірі) та вторинні (такі, що виникли на вже ураженій шкірі).
Первинні дисхромії можуть бути як самостійними дерматозами, як-от вітиліго чи хлоазма, або ж симптомами певного захворювання (наприклад, лейкодерма при сифілісі).[джерело?]
До вторинних дисхромій належать тимчасові зміни забарвлення у вигляді гіпо- або гіперпігментації на місці колишніх проявів різних дерматозів (наприклад, псоріазу, червоного плоского лишаю тощо).

## Етіологія
Гіперхромії найчастше мають меланінове походження, при них спостерігається коричневе забарвлення шкіри (від світлого до темного відтінку). Такі дисхромії можуть спричинятись УФ-випромінюванням: на шкірі з'являється рівномірна гіперпігментація (засмага). У працівників, що тривалий час піддаються УФ-випромінюванню (моряки, землероби), відкриті ділянки шкіри грубшають набувають додаткової пігментації.
Гіпо- й ахромії шкіри зумовлені недостатнім синтезом або повною відсутністю гормону меланіну. Вони бувають генералізованими (альбінізм) і локалізованими (окремі депігментовані плями). Ахромія може виникати на тлі лепри, сифілісу, пінти, може з'являтись на місці минулих елементів висипки (псоріаз, нейродерміт тощо), у таких випадках ахромію називають псевдолейкодермою.

## Патогенез
Ультрафіолетове випромінювання активізує синтез вільних радикалів, які пошкоджують оболонки здорових клітин. Відтак із клітини вивільняються активні сполуки, розвивається опік і запалення шкіри, після яких залишається пігментна пляма.
УФА-промені впливають на глибокі шари шкіри, спричиняючи старінню шкіри та виникненню патологічної чутливості. УФБ-промені впливають лише на епідерміс, однак зумовлюють передчасне фотостаріння, можуть спричинювати злоякісне переродження клітин шкіри.
Глибокопроникні промені здатні до пошкодження ядра клітини. Як наслідок, порушується синтез білків, сповільнюється утворення повноцінного колагену, відбувається синтез неповноцінного еластину. Під дією ультрафіолету розкладаються власні колагенові структури організму, порушується кровообіг шкіри, вона втрачає пружність і тонус, з'являються зморшки.

## Лікування
Основними методами боротьби з надлишковою або недостатньою пігментацією шкіри є:
- Захист шкіри від потрапляння сонячних променів
- Ексфоліація (поверхнева, середня, глибока)
- Мезотерапія — введення відбілювальних препаратів
- Використання відбілювальних косметичних засобів
- Пересадка шкіри в ділянці дисхромії[3].

## Пігментація обличчя
Влітку пігментні плями можуть з’являються на обличчі.
Пігментацію на обличчі, яка стає виразнішою влітку, в медицині називають сонячним лентиго. Таке явище пов’язане з посиленою активністю меланоцитів.
Чому плями з’являються саме влітку? Крім основної причини – впливу ультрафіолетових променів, існують інші чинники, що провокують пігментацію:
- спадковість;
- гормональні зміни (вагітність, клімакс);
- використання неякісної косметики;
- погана екологія;
- захворювання травної системи;
- авітаміноз.

Освітлити пігментні плями на обличчі буває складно, але все ж можливо. Співачка Kesha і акторка Ліндсі Лохан, навпаки, вважають їх родзинкою своєї зовнішності.